# Torneo Clausura 2014 Fútbol Femenino (Chile)
El Campeonato de Clausura de Primera División de Fútbol Femenino 2014 es el undécimo torneo de la Primera División de fútbol femenino de Chile, comenzó el día 13 de septiembre y terminará el 6 de diciembre del presente año. La organización está a cargo de la ANFP.

## Sistema de campeonato
Los clubes se dividieron en 2 grupos, Zona Centro y Zona Sur, se jugará en modalidad de todos contra todos en dos ruedas, clasificando a etapa de playoff los mejores 4 clubes para las Zonas Centro y Sur ubicados en la tabla de cómputo general.
En un principio, se incluyó también a la Zona Norte, pero debido al Terremoto de Iquique no participaron del Apertura 2014, por lo que tampoco podrán participar de este.
Otro club que se baja del campeonato es Deportes Ovalle, según indicaron los dirigentes del club, no habría motivación por parte del plantel para continuar, por lo que el grupo de la zona centro solo quedará conformado por 9 equipos.

## Incorporaciones y Retiros
| a Clausura 2014 |
| --------------- |
| No hubo         |

| a Asociación de Origen   |
| ------------------------ |
| Deportes Ovalle Renuncia |

## Equipos participantes
| Nombre                       | Ciudad                   | Fundación               | Estadio                              | Otro recinto                                                          |
| ---------------------------- | ------------------------ | ----------------------- | ------------------------------------ | --------------------------------------------------------------------- |
| Arturo Fernández Vial        | Concepción               | 2009                    | Municipal Ester Roa                  | Estadio Boca Sur, San Pedro de La Paz                                 |
| Audax Italiano               | Santiago (La Florida)    | 30 de noviembre de 1910 | Bicentenario Municipal de La Florida | Ciudad de Campeones Audax Italiano, Las Vizcachas                     |
| Boston College               | Santiago (Maipú)         | 1996                    | Santiago Bueras                      | Gimnasio Boston College, Maipú                                        |
| Cobresal                     | El Salvador              | 5 de mayo de 1979       | El Cobre                             | Estadio Santa Teresa, Machalí                                         |
| Colo-Colo                    | Santiago (Macul)         | 19 de abril de 1925     | Monumental                           | Cancha Sintética Monumental                                           |
| Curicó Unido                 | Curicó                   | 26 de febrero de 1973   | La Granja                            | Complejo Santa Cristina, Los Niches, Curicó Municipal Sagrada Familia |
| Deportes La Serena           | La Serena                | 9 de diciembre de 1955  | La Portada                           | Complejo Barrick, La Serena                                           |
| Deportes Ñielol              | Temuco                   |                         | Campo de Deportes Ñielol             |                                                                       |
| Deportes Puerto Montt        | Puerto Montt             | 6 de mayo de 1983       | Regional de Chinquihue               | Estadio Municipal de Llanquihue                                       |
| Deportes Temuco              | Temuco                   | 27 de junio de 1916     | Bicentenario Germán Becker           | Complejo Deportivo M11 (Labranza)                                     |
| Everton                      | Viña del Mar             | 24 de junio de 1909     | Sausalito                            | Complejo Deportivo Mantagua                                           |
| Palestino                    | Santiago (La Cisterna)   | 20 de agosto de 1920    | Municipal de La Cisterna             | Estadio Los Nogales, Estación Central                                 |
| Rangers                      | Talca                    | 2 de noviembre de 1902  | Fiscal de Talca                      | Municipal de San Clemente                                             |
| Santiago Morning             | Santiago (La Pintana)    | 16 de octubre de 1903   | Municipal de La Pintana              | Estadio Municipal de Peñalolén                                        |
| Santiago Wanderers           | Valparaíso               | 15 de agosto de 1892    | Regional Chiledeportes               | Complejo Deportivo Mantagua                                           |
| Unión Española               | Santiago (Independencia) | 18 de mayo de 1897      | Santa Laura                          | Complejo Caja 18, Lampa                                               |
| Universidad Austral de Chile | Valdivia                 |                         | Parque Municipal de Valdivia         |                                                                       |
| Universidad Católica         | Santiago (Las Condes)    | 21 de abril de 1937     | San Carlos de Apoquindo              | Cancha 3, San Carlos de Apoquindo                                     |
| Universidad de Chile         | Santiago (Ñuñoa)         | 24 de mayo de 1927      | Estadio Nacional de Chile            | Centro Deportivo Azul                                                 |

## Equipos porRegión
| Región        | Equipos |
| ------------- | --- |
| Coquimbo      | - Deportes La Serena |
| Valparaíso    | - Everton - Santiago Wanderers |
| Metropolitana | - Audax Italiano - Boston College - Colo-Colo - Palestino - Santiago Morning - Unión Española - Universidad Católica - Universidad de Chile |
| O'Higgins     | - Cobresal(*) |
| Maule         | - Curicó Unido - Rangers |
| Biobío        | - Arturo Fernández Vial |
| Araucanía     | - Deportes Temuco - Deportes Ñielol |
| Los Ríos      | - Universidad Austral |
| Los Lagos     | - Deportes Puerto Montt |

| Deportes La Serena Everton Santiago Wanderers Universidad de Chile Colo-Colo Universidad Católica Unión Española Santiago Morning Audax Italiano Palestino Boston College Cobresal Curicó Unido Rangers Arturo Fernández Vial Deportes Temuco Deportes Ñielol Deportes Puerto Montt Universidad Austral de Chile |

## Fixture y Resultados

### Zona Centro[4]
|                             | Colo-Colo            | 28 - 0 | Everton            |  | Monumental                           | 1 de octubre     |
|                             | Universidad de Chile | 0 - 3  | Deportes La Serena |  | Centro Deportivo Azul                | 14 de septiembre |
|                             | Palestino            | 0 - 3  | Santiago Morning   |  | Los Nogales                          | 14 de septiembre |
|                             | Boston College       | 1 - 4  | Audax Italiano     |  | Bicentenario Municipal de La Florida | 25 de septiembre |
| Libre: Universidad Católica |                      |        |                    |  |                                      |                  |

|                           | Santiago Morning     | 7 - 0  | Boston College       |  | Municipal de Peñalolén      | 27 de septiembre |
|                           | Colo-Colo            | 5 - 1  | Universidad de Chile |  | Monumental                  | 27 de septiembre |
|                           | Universidad Católica | 1 - 3  | Palestino            |  | San Carlos de Apoquindo     | 28 de septiembre |
|                           | Everton              | 0 - 10 | Audax Italiano       |  | Complejo Deportivo Mantagua | 28 de septiembre |
| Libre: Deportes La Serena |                      |        |                      |  |                             |                  |

|                  | Universidad de Chile | 8 - 0 | Everton              |  | Centro Deportivo Azul                | 14 de octubre |
|                  | Palestino            | 2 - 1 | Deportes La Serena   |  | Los Nogales                          | 5 de octubre  |
|                  | Boston College       | 0 - 1 | Universidad Católica |  | Santiago Bueras                      | 4 de octubre  |
|                  | Audax Italiano       | 1 - 2 | Santiago Morning     |  | Bicentenario Municipal de La Florida | 5 de octubre  |
| Libre: Colo-Colo |                      |       |                      |  |                                      |               |

|                             | Universidad Católica | 1 - 3  | Audax Italiano   |  | San Carlos de Apoquindo  | 12 de octubre |
|                             | Everton              | 0 - 18 | Santiago Morning |  | Estadio Codelco Mantagua | 12 de octubre |
|                             | Deportes La Serena   | 6 - 1  | Boston College   |  | Complejo Barrick         | 12 de octubre |
|                             | Colo-Colo            | 9 - 0  | Palestino        |  | Monumental               | 12 de octubre |
| Libre: Universidad de Chile |                      |        |                  |  |                          |               |

|                | Palestino        | 4 - 1  | Universidad de Chile |  | Los Nogales            | 19 de octubre |
|                | Boston College   | 0 - 17 | Colo-Colo            |  | Santiago Bueras        | 19 de octubre |
|                | Audax Italiano   | 1 - 2  | Deportes La Serena   |  | Ciudad de Campeones    | 18 de octubre |
|                | Santiago Morning | 4 - 0  | Universidad Católica |  | Municipal de Peñalolén | 18 de octubre |
| Libre: Everton |                  |        |                      |  |                        |               |

|                  | Deportes La Serena   | 0 - 2 | Santiago Morning     |  | Complejo Deportivo El Llano      | 25 de octubre |
|                  | Everton              | 2 - 6 | Universidad Católica |  | Complejo Codelco Mantagua Concón | 26 de octubre |
|                  | Colo-Colo            | 4 - 2 | Audax Italiano       |  | Monumental                       | 25 de octubre |
|                  | Universidad de Chile | 3 - 1 | Boston College       |  | Centro Deportivo Azul            | 26 de octubre |
| Libre: Palestino |                      |       |                      |  |                                  |               |

|                       | Palestino            | 9 - 1  | Everton              |  | Los Nogales                       | 2 de noviembre |
|                       | Audax Italiano       | 3 - 3  | Universidad de Chile |  | Ciudad de Campeones Las Vizcachas | 31 de octubre  |
|                       | Santiago Morning     | 1 - 5  | Colo-Colo            |  | Municipal de Peñalolén            | 1 de noviembre |
|                       | Universidad Católica | 1 - 12 | Deportes La Serena   |  | San Carlos de Apoquindo           | 1 de noviembre |
| Libre: Boston College |                      |        |                      |  |                                   |                |

|                       | Everton              | 1 - 5  | Deportes La Serena   |  | Complejo Mantagua     | 9 de noviembre |
|                       | Colo-Colo            | 18 - 1 | Universidad Católica |  | Monumental            | 29 de octubre  |
|                       | Universidad de Chile | 1 - 3  | Santiago Morning     |  | Centro Deportivo Azul | 9 de noviembre |
|                       | Palestino            | 3 - 0  | Boston College       |  | Los Nogales           | 9 de noviembre |
| Libre: Audax Italiano |                      |        |                      |  |                       |                |

|                         | Boston College       | 3 - 5 | Everton              |  | Santiago Bueras                   | 16 de noviembre |
|                         | Audax Italiano       | 2 - 1 | Palestino            |  | Ciudad de Campeones Las Vizcachas | 15 de noviembre |
|                         | Universidad Católica | 1 - 4 | Universidad de Chile |  | San Carlos de Apoquindo           | 15 de noviembre |
|                         | Deportes La Serena   | 1 - 5 | Colo-Colo            |  | Complejo Los Llanos               | 19 de noviembre |
| Libre: Santiago Morning |                      |       |                      |  |                                   |                 |

### Zona Sur[5]
|  | Curicó Unido          | 1 - 2 | Cobresal                     |  | Municipal Sagrada Familia       | 14 de septiembre |
|  | Rangers               | 7 - 3 | Deportes Puerto Montt        |  | Municipal de San Clemente       | 14 de septiembre |
|  | Arturo Fernández Vial | 2 - 4 | Santiago Wanderers           |  | Boca Sur San Pedro de La Paz    | 14 de septiembre |
|  | Deportes Temuco       | 2 - 2 | Unión Española               |  | Complejo Deportivo M11 Labranza | 14 de septiembre |
|  | Deportes Ñielol       | 3 - 2 | Universidad Austral de Chile |  | Campo de Deportes Ñielol        | 14 de septiembre |

|  | Cobresal              | 2 - 1  | Universidad Austral de Chile |  | Estadio Santa Teresa de Machalí | 27 de septiembre |
|  | Unión Española        | 11 - 0 | Deportes Ñielol              |  | Complejo Caja 18, Lampa         | 27 de septiembre |
|  | Santiago Wanderers    | 3 - 0  | Deportes Temuco              |  | Complejo Deportivo Mantagua     | 28 de septiembre |
|  | Deportes Puerto Montt | 5 - 2  | Arturo Fernández Vial        |  | Estadio Municipal de Llanquihue | 27 de septiembre |
|  | Curicó Unido          | 0 - 8  | Rangers                      |  | Complejo Curicó Unido           | 27 de septiembre |

|  | Rangers                      | 4 - 1  | Cobresal              |  | San rafael                        | 16 de septiembre |
|  | Arturo Fernández Vial        | 4 - 1  | Curicó Unido          |  | Municipal Ester Roa               | 24 de octubre    |
|  | Deportes Temuco              | 2 - 3  | Deportes Puerto Montt |  | Complejo Deportivo M11 (Labranza) | 5 de octubre     |
|  | Deportes Ñielol              | 0 - 11 | Santiago Wanderers    |  | Estadio Venecia Temuco            | 4 de octubre     |
|  | Universidad Austral de Chile | 1 - 7  | Unión Española        |  | Parque Municipal de Valdivia      | 4 de octubre     |

|  | Cobresal              | 1 - 5 | Unión Española               |  | Municipal de Machalí    | 12 de octubre |
|  | Santiago Wanderers    | 7 - 1 | Universidad Austral de Chile |  | Complejo Mantagua       | 12 de octubre |
|  | Deportes Puerto Montt | 5 - 3 | Deportes Ñielol              |  | Municipal de Llanquihue | 11 de octubre |
|  | Curicó Unido          | 0 - 1 | Deportes Temuco              |  | Complejo Curicó Unido   | 12 de octubre |
|  | Rangers               | 2 - 2 | Arturo Fernández Vial        |  | San Rafael              | 11 de octubre |

|  | Arturo Fernández Vial        | 3 - 2 | Cobresal              |  | Municipal de Hualqui         | 19 de octubre |
|  | Deportes Temuco              | 1 - 3 | Rangers               |  | Estadio Costanera            | 18 de octubre |
|  | Deportes Ñielol              | 4 - 6 | Curicó Unido          |  | Estadio Amanecer             | 18 de octubre |
|  | Universidad Austral de Chile | 1 - 2 | Deportes Puerto Montt |  | Parque Municipal de Valdivia | 19 de octubre |
|  | Unión Española               | 4 - 0 | Santiago Wanderers    |  | Complejo Caja 18             | 18 de octubre |

|  | Cobresal              | 3 - 10 Archivado el 4 de noviembre de 2014 en Wayback Machine. | Santiago Wanderers           |  | Municipal de Machalí     | 25 de octubre |
|  | Deportes Puerto Montt | 1 - 5                                                          | Unión Española               |  | Municipal de Llanquihue  | 25 de octubre |
|  | Curicó Unido          | 2 - 0                                                          | Universidad Austral de Chile |  | Complejo Curicó Unido    | 26 de octubre |
|  | Rangers               | 7 - 0                                                          | Deportes Ñielol              |  | Estadio San Rafael       | 25 de octubre |
|  | Arturo Fernández Vial | 5 - 0                                                          | Deportes Temuco              |  | Municipal de Chiguayante | 26 de octubre |

|  | Deportes Temuco              | 6 - 2  | Cobresal              |  | Complejo Deportivo M11 (Labranza) | 2 de noviembre |
|  | Deportes Ñielol              | 2 - 7  | Arturo Fernández Vial |  | Estadio Costanera                 | 1 de noviembre |
|  | Universidad Austral de Chile | 0 - 11 | Rangers               |  | Cancha Teja Independiente         | 1 de noviembre |
|  | Unión Española               | 4 - 1  | Curicó Unido          |  | Complejo Caja 18                  | 31 de octubre  |
|  | Santiago Wanderers           | 2 - 1  | Deportes Puerto Montt |  | Complejo Mantagua                 | 31 de octubre  |

|  | Cobresal              | 1 - 7 | Deportes Puerto Montt        |  | Municipal de Machalí              | 8 de noviembre |
|  | Curicó Unido          | 0 - 4 | Santiago Wanderers           |  | Complejo Curicó Unido             | 8 de noviembre |
|  | Rangers               | 2 - 2 | Unión Española               |  | Estadio San Rafael                | 8 de noviembre |
|  | Arturo Fernández Vial | 3 - 1 | Universidad Austral de Chile |  | Municipal de Tomé                 | 8 de noviembre |
|  | Deportes Temuco       | 7 - 0 | Deportes Ñielol              |  | Complejo Deportivo M11 (Labranza) | 8 de noviembre |

|  | Deportes Ñielol              | 1 - 5 | Cobresal              |  | Estadio Venecia            | 15 de noviembre |
|  | Universidad Austral de Chile | 0 - 3 | Deportes Temuco       |  | Estadio Teja Independiente | 16 de noviembre |
|  | Unión Española               | 6 - 0 | Arturo Fernández Vial |  | Complejo Caja 18           | 15 de noviembre |
|  | Santiago Wanderers           | 4 - 1 | Rangers               |  | Complejo Mantagua          | 16 de noviembre |
|  | Deportes Puerto Montt        | 2 - 0 | Curicó Unido          |  | Municipal de Llanquihue    | 15 de noviembre |

## Clasificación por zona

### Zona Centro
|     | Equipo               | PTS | PJ | PG | PE | PP | GF | GC | DG  |
| --- | -------------------- | --- | -- | -- | -- | -- | -- | -- | --- |
| 1.  | Colo-Colo            | 27  | 9  | 9  | 0  | 0  | 94 | 6  | +88 |
| 2.  | Santiago Morning     | 24  | 9  | 8  | 0  | 1  | 43 | 7  | +36 |
| 3.  | Deportes La Serena   | 18  | 9  | 6  | 0  | 3  | 33 | 13 | +20 |
| 4.  | Palestino            | 18  | 9  | 6  | 0  | 3  | 25 | 18 | +7  |
| 5.  | Audax Italiano       | 16  | 9  | 5  | 1  | 3  | 29 | 14 | +15 |
| 6.  | Universidad de Chile | 13  | 9  | 4  | 1  | 4  | 24 | 20 | +4  |
| 7.  | Universidad Católica | 9   | 9  | 3  | 0  | 6  | 15 | 46 | -31 |
| 8.  | Everton              | 6   | 9  | 2  | 0  | 7  | 12 | 87 | -75 |
| 9.  | Boston College       | 3   | 9  | 1  | 0  | 8  | 9  | 46 | -37 |
| 10. | Deportes Ovalle (*)  | 0   | 9  | 0  | 0  | 9  | 0  | 27 | -27 |

     Clasificados a Play-Offs.
(*) Por la renuncia de Deportes Ovalle a este torneo, todos los integrantes de la zona centro ganan dicho encuentro que disputarían contra este equipo por Walkover, es decir, como si lo hubieran ganado por 3-0.

### Zona Sur
|     | Equipo                | PTS | PJ | PG | PE | PP | GF | GC | DG  |
| --- | --------------------- | --- | -- | -- | -- | -- | -- | -- | --- |
| 1.  | Santiago Wanderers    | 24  | 9  | 8  | 0  | 1  | 45 | 12 | 33  |
| 2.  | Unión Española        | 23  | 9  | 7  | 2  | 0  | 46 | 8  | 38  |
| 3.  | Rangers               | 20  | 9  | 6  | 2  | 1  | 45 | 13 | 32  |
| 4.  | Deportes Puerto Montt | 18  | 9  | 6  | 0  | 3  | 29 | 23 | 6   |
| 5.  | Fernández Vial        | 16  | 9  | 5  | 1  | 3  | 28 | 23 | 5   |
| 6.  | Deportes Temuco       | 13  | 9  | 4  | 1  | 4  | 22 | 18 | 4   |
| 7.  | Cobresal              | 9   | 9  | 3  | 0  | 6  | 19 | 38 | -19 |
| 8.  | Curicó Unido          | 6   | 9  | 2  | 0  | 7  | 11 | 29 | -18 |
| 9.  | Deportes Ñielol       | 3   | 9  | 1  | 0  | 8  | 13 | 61 | -48 |
| 10. | Universidad Austral   | 0   | 9  | 0  | 0  | 9  | 7  | 40 | -33 |

     Clasificados a Play-Offs.

## Playoffs
Terminada la fase clasificatoria, los 4 mejores equipos de las dos zonas accederán a playoffs para disputar el título del campeonato de clausura 2014. Los cuartos de final, semifinales y final se jugarán en un solo partido, jugando de local el equipo que haya obtenido el mejor lugar en su grupo durante la fase regular del campeonato.
|  | Cuartos de final      | Cuartos de final     |                  |                  | Semifinales             | Semifinales             |  |           | Final                 | Final                 |  |
|  | 22 y 23 de noviembre  | 22 y 23 de noviembre |                  |                  | Domingo 30 de noviembre | Domingo 30 de noviembre |  |           | Sábado 7 de diciembre | Sábado 7 de diciembre |  |
|  |                       |                      |                  |                  |                         |                         |  |           |                       |                       |  |
|  |                       |                      |                  |                  |                         |                         |  |           |                       |                       |  |
|  | Colo-Colo             | 15                   |                  |                  |                         |                         |  |           |                       |                       |  |
|  | Colo-Colo             | 15                   |                  |                  |                         |                         |  |           |                       |                       |  |
|  | Deportes Puerto Montt | 1                    |                  |                  |                         |                         |  |           |                       |                       |  |
|  | Deportes Puerto Montt | 1                    |                  | Colo-Colo        | 5                       |                         |  |           |                       |                       |  |
|  |                       |                      |                  | Colo-Colo        | 5                       |                         |  |           |                       |                       |  |
|  |                       |                      | Palestino        | 2                |                         |                         |  |           |                       |                       |  |
|  | Santiago Wanderers    | 1                    | Palestino        | 2                |                         |                         |  |           |                       |                       |  |
|  | Santiago Wanderers    | 1                    |                  |                  |                         |                         |  |           |                       |                       |  |
|  | Palestino             | 2                    |                  |                  |                         |                         |  |           |                       |                       |  |
|  | Palestino             | 2                    |                  |                  |                         |                         |  | Colo-Colo | 3                     |                       |  |
|  |                       |                      |                  |                  |                         |                         |  | Colo-Colo | 3                     |                       |  |
|  |                       |                      | Santiago Morning | 1                |                         |                         |  |           |                       |                       |  |
|  | Santiago Morning      | 9                    | Santiago Morning | 1                |                         |                         |  |           |                       |                       |  |
|  | Santiago Morning      | 9                    |                  |                  |                         |                         |  |           |                       |                       |  |
|  | Rangers               | 1                    |                  |                  |                         |                         |  |           |                       |                       |  |
|  | Rangers               | 1                    |                  | Santiago Morning | 5                       |                         |  |           |                       |                       |  |
|  |                       |                      |                  | Santiago Morning | 5                       |                         |  |           |                       |                       |  |
|  |                       |                      | Unión Española   | 0                |                         |                         |  |           |                       |                       |  |
|  | Unión Española        | 3                    | Unión Española   | 0                |                         |                         |  |           |                       |                       |  |
|  | Unión Española        | 3                    |                  |                  |                         |                         |  |           |                       |                       |  |
|  | Deportes La Serena    | 0                    |                  |                  |                         |                         |  |           |                       |                       |  |
|  | Deportes La Serena    | 0                    |                  |                  |                         |                         |  |           |                       |                       |  |
|  |                       |                      |                  |                  |                         |                         |  |           |                       |                       |  |

### Cuartos de final
| 22 de noviembre de 2014, 18:00 hrs. | Colo-Colo | 15:1    | Deportes Puerto Montt | Monumental, Santiago (Macul) |  |
|                                     | Estefanía Banini , · Francisca Moroso , · Javiera Roa · Yusmery Ascanio · Gloria Villamayor , · Yanara Aedo , · Francisca Lara · Camila Sáez | Reporte | Sin info              |                              |  |

| 22 de noviembre de 2014, 14:30 hrs. | Santiago Wanderers | 1:2     | Palestino                              | Complejo Mantagua, Quintero |  |
|                                     | Yarella Torres     | Reporte | Marjorie Hernández · Jeannette Aguirre |                             |  |

| 23 de noviembre de 2014, 17:00 hrs. | Santiago Morning                                   | 9:1     | Rangers       | Municipal de Peñalolén, Santiago (Peñalolén) |  |
|                                     | Geraldine Leyton , · Karen Araya , · Daniela Pardo | Reporte | Janet Salgado |                                              |  |

| 23 de noviembre de 2014, 12:00 hrs. | Unión Española                                      | 3:0     | Deportes La Serena | Complejo Quilín, Santiago (Peñalolén)                |                                                      |
|                                     | Jeannette Tobar · Yaritza Quezada · Stephanie Rojas | Reporte |                    | Asistencia: 60 espectadores Árbitro(s): Paola Barría | Asistencia: 60 espectadores Árbitro(s): Paola Barría |

### Semifinales
| 30 de noviembre de 2014, 11:00 hrs. | Colo-Colo                                                          | 5:2 (3:0) | Palestino                          | Monumental, Santiago (Macul) |  |
|                                     | Francisca Lara 20', 28' (p.), · Camila Sáez 39' · Francisca Moroso | Reporte   | Catalina Diaz · Maryorie Hernández |                              |  |

| 30 de noviembre de 2014, 15:30 hrs. | Santiago Morning                                | 5:0 (0:0) | Unión Española | Municipal de Peñalolén, Santiago (Peñalolén) |  |
|                                     | Geraldine Leyton · Yessenia López · Karen Araya | Reporte   |                |                                              |  |

### Final
| 7 de diciembre de 2014, 17:30 hrs. | Colo-Colo                       | 3:1 (2:0) | Santiago Morning | Monumental, Macul                                             |                                                               |
|                                    | Villamayor 9' · Banini 45', 61' | Reporte   | Araya 80' (p.)   | Asistencia: 300 espectadores Árbitro(s): María Belén Carvajal | Asistencia: 300 espectadores Árbitro(s): María Belén Carvajal |

## Campeón
| Campeón             |
| Colo-Colo 9º título |

## Copa Libertadores Femenina 2015
El equipo que resulte campeón de este torneo deberá enfrentar un duelo con Colo-Colo, campeón del Torneo de Apertura 2014 para clasificar a la Copa Libertadores Femenina 2015. En el caso de que el campeón de este torneo sea Colo-Colo, clasificará directamente a dicho torneo internacional.
| Clasificado a Copa Libertadores Femenina 2015     |
| Colo-Colo Campeón Torneo Apertura y Clausura 2014 |

## Estadísticas

### Tabla de rendimiento
Fecha de Actualización: 26 de noviembre de 2014
| Equipo | Equipo                | Pts | PJ | PG | PE | PP | GF  | GC | Dif | Rend  |
| ------ | --------------------- | --- | -- | -- | -- | -- | --- | -- | --- | ----- |
| 1      | Colo-Colo             | 36  | 12 | 12 | 0  | 0  | 118 | 10 | 108 | 100%  |
| 2      | Santiago Morning      | 30  | 12 | 10 | 0  | 2  | 57  | 9  | 48  | 83,3% |
| 3      | Unión Española        | 26  | 11 | 8  | 2  | 1  | 49  | 13 | 36  | 78,8% |
| 4      | Palestino             | 21  | 11 | 7  | 0  | 4  | 29  | 25 | 4   | 63,6% |
| 5      | Santiago Wanderers    | 24  | 10 | 8  | 0  | 2  | 46  | 14 | 32  | 80%   |
| 6      | Rangers               | 20  | 10 | 6  | 2  | 2  | 46  | 21 | 25  | 66,6% |
| 7      | Deportes La Serena    | 18  | 10 | 6  | 0  | 4  | 33  | 16 | 17  | 60%   |
| 8      | Deportes Puerto Montt | 18  | 10 | 6  | 0  | 4  | 30  | 38 | -8  | 60%   |
| 9      | Audax Italiano        | 16  | 9  | 5  | 1  | 3  | 29  | 14 | 15  | 59,3% |
| 10     | Arturo Fernández Vial | 16  | 9  | 5  | 1  | 3  | 28  | 23 | 5   | 59,3% |
| 11     | Deportes Temuco       | 13  | 9  | 4  | 1  | 4  | 22  | 18 | 4   | 48,1% |
| 12     | Universidad de Chile  | 13  | 9  | 4  | 1  | 4  | 24  | 20 | 4   | 48,1% |
| 13     | Cobresal              | 9   | 9  | 3  | 0  | 6  | 19  | 38 | -19 | 33,3% |
| 14     | Universidad Católica  | 9   | 9  | 3  | 0  | 6  | 15  | 46 | -31 | 33,3% |
| 15     | Curicó Unido          | 6   | 9  | 2  | 0  | 7  | 11  | 29 | -18 | 22,2% |
| 16     | Everton               | 6   | 9  | 2  | 0  | 7  | 12  | 87 | -75 | 22,2% |
| 17     | Boston College        | 3   | 9  | 1  | 0  | 8  | 9   | 45 | -36 | 11,1% |
| 18     | Deportes Ñielol       | 3   | 9  | 1  | 0  | 8  | 13  | 61 | -48 | 11,1% |
| 19     | Universidad Austral   | 0   | 9  | 0  | 0  | 9  | 7   | 40 | -33 | 0%    |

### Tabla de goleadoras
Simbología:

: Goles anotados.

| Estefanía Banini                                     | Colo-Colo                                                              | 18 |
| Janet Salgado                                        | Archivo:600px 600px pentasection vertical Black HEX-DE1100.svg Rangers | 14 |
| Melissa Rodríguez                                    | Colo-Colo                                                              | 12 |
| Verónica Riquelme                                    | Unión Española                                                         | 11 |
| Francisca Lara                                       | Colo-Colo                                                              | 11 |
| Francisca Moroso                                     | Colo-Colo                                                              | 10 |
| Ivette Olivares                                      | Santiago Morning                                                       | 8  |
| Francisca Valenzuela                                 | Rangers                                                                | 8  |
| Claudia Soto                                         | Colo-Colo                                                              | 8  |
| Geraldine Leyton                                     | Santiago Morning                                                       | 8  |
| Jeannette Tobar                                      | Unión Española                                                         | 8  |
| Bárbara Santibáñez                                   | Santiago Morning                                                       | 7  |
| Yessenia Huenteo                                     | Colo-Colo                                                              | 7  |
| Nathalie Quezada                                     | Colo-Colo                                                              | 7  |
| Sandra Burgos                                        | Wanderers                                                              | 7  |
| Estefany Leiva                                       | Rangers                                                                | 7  |
| Última actualización: 7 de diciembre de 2014 (Final) |                                                                        |    |